# Dory Nunatak
Dory Nunatak är en nunatak i Antarktis. Den ligger i Östantarktis. Nya Zeeland gör anspråk på området. Toppen på Dory Nunatak är 1 133 meter över havet.
Terrängen runt Dory Nunatak är kuperad åt sydost, men åt nordväst är den bergig. Trakten är obefolkad. Det finns inga samhällen i närheten. 